# Difosfato de timidina glicose
O difosfato de timidina glicose (às vezes abreviado como dTDP-glicose ou TDP-glicose) é um açúcar ligado a nucleotídeos que consiste em difosfato de desoxitimidina associado à glicose. É o composto de partida para a síntese de muitos desoxiaçúcares.

## Biossíntese
A DTDP-glicose é produzida pela enzima glicose-1-fosfato timidililtransferase e é sintetizada a partir de dTTP e glicose-1-fosfato. O pirofosfato é um subproduto da reação.

## Uso dentro da célula
A DTDP-glicose continua a formar uma variedade de compostos na biossíntese de açúcares nucleotídicos. Muitas bactérias utilizam dTDP-glicose para formar açúcares exóticos que são incorporados em seus lipopolissacarídeos ou em metabólitos secundários, como antibióticos. Durante a síntese de muitos desses açúcares exóticos, a dTDP-glicose sofre uma reação de oxidação/redução combinada através da enzima dTDP-glicose 4,6-desidratase, produzindo dTDP-4-ceto-6-desoxi-glicose.